# Liste der Fahnenträger der nauruischen Mannschaften bei Olympischen Spielen
Die Liste der Fahnenträger der nauruischen Mannschaften bei Olympischen Spielen listet chronologisch alle Fahnenträger nauruischer Mannschaften bei den Eröffnungs- (EF) und Abschlussfeiern (AF) Olympischer Spiele auf.

## Liste der Fahnenträger
| Mannschaft             | Veranstaltung | Fahnenträger (EF)   | Fahnenträger (AF)   |
| ---------------------- | ------------- | ------------------- | ------------------- |
| 1996 in Atlanta        | Sommerspiele  | Marcus Stephen      |                     |
| 2000 in Sydney         | Sommerspiele  | Marcus Stephen      |                     |
| 2004 in Athen          | Sommerspiele  | Yukio Peter         | Yukio Peter         |
| 2008 in Peking         | Sommerspiele  | Itte Detenamo       | Itte Detenamo       |
| 2012 in London         | Sommerspiele  | Itte Detenamo       | Itte Detenamo       |
| 2016 in Rio de Janeiro | Sommerspiele  | Elson Brechtefeld   | Ovini Uera          |
| 2020 in Tokio          | Sommerspiele  | Nancy Genzel Abouke | Nancy Genzel Abouke |
| 2020 in Tokio          | Sommerspiele  | Jonah Harris        | Nancy Genzel Abouke |
| 2024 in Paris          | Sommerspiele  | Winzar Kakiouea     | Winzar Kakiouea     |

Anmerkung: (EF) = Eröffnungsfeier, (AF) = Abschlussfeier

## Statistik
| Rang    | Sportart       | EF | AF | ∑  |
| ------- | -------------- | -- | -- | -- |
| 1       | Gewichtheben   | 7  | 4  | 11 |
| 2       | Leichtathletik | 2  | 1  | 3  |
| 3       | Judo           | 0  | 1  | 1  |
| Gesamt: | Gesamt:        | 9  | 6  | 15 |

| Rang                   | Sportart | EF | AF | ∑ |
| ---------------------- | -------- | -- | -- | - |
| bisher keine Teilnahme |          |    |    |   |
| Gesamt:                | Gesamt:  | 0  | 0  | 0 |

| Rang    | Sportart       | EF | AF | ∑  |
| ------- | -------------- | -- | -- | -- |
| 1       | Gewichtheben   | 7  | 4  | 11 |
| 2       | Leichtathletik | 2  | 1  | 3  |
| 3       | Judo           | 0  | 1  | 1  |
| Gesamt: | Gesamt:        | 9  | 6  | 15 |